# Limnophila polymoroides
Limnophila polymoroides là một loài ruồi trong họ Limoniidae. Chúng phân bố ở miền Australasia.